# Seducida y abandonada

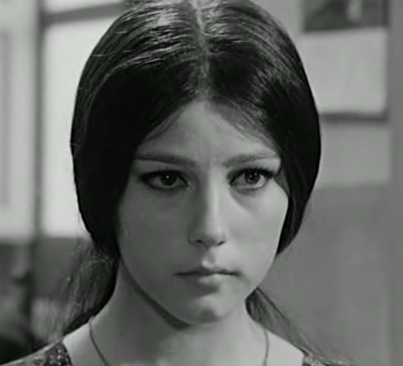
La actriz Stefania Sandrelli
en parte de un fotograma de la película

Seducida y abandonada (Sedotta e abbandonata) es una película italiana de 1964 dirigida por Pietro Germi y con actuación de Stefania Sandrelli y Saro Urzì. La película participó en el Festival de Cine de Cannes de 1964, donde Urzì recibió el premio de Mejor Interpretación Masculina, convirtiéndolo en el primer italiano en recibir dicho galardón.

## Sinopsis
En un pequeño pueblo de Sicilia (Sciacca), la joven Agnese Ascalone, hija del próspero propietario de la cantera Vincenzo Ascalone, es seducida por Peppino, el novio de su hermana Matilde. Cuando el padre de la chica se entera de lo ocurrido, sufre un ataque de ira, va a buscar a Peppino tras confirmar  su embarazo y lo obliga a casarse con ella, renunciando a Matilde. Sin embargo, el joven con la ayuda de su familia, se fuga. La película es una oscura sátira de las costumbres sociales sicilianas y las leyes de honor.

## Reparto

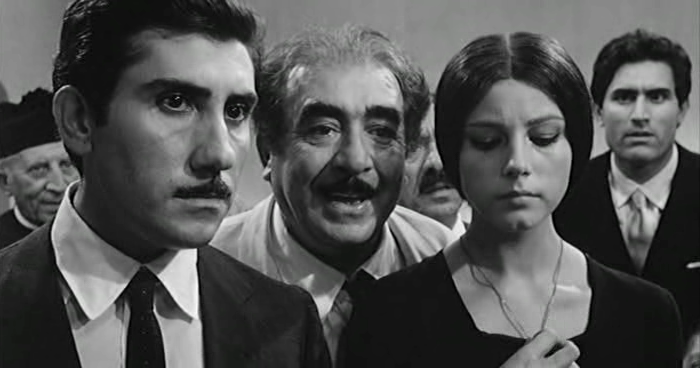
Los actores Aldo Puglisi, Saro Urzì, Stefania Sandrelli y Lando Buzzanca en una escena de la película.

- Stefania Sandrelli - Agnese Ascalone
- Saro Urzì - Vincenzo Ascalone
- Aldo Puglisi - Peppino Califano
- Lando Buzzanca - Antonio Ascalone
- Lola Braccini - Amalia Califano
- Leopoldo Trieste - el barón Rizieri Zappalà
- Umberto Spadaro - el primo Ascalone
- Paola Biggio - Matilde Ascalone
- Rocco D'Assunta - Orlando Califano
- Oreste Palella - el jefe de policía  Polenza
- Lina Lagalla - Francesca Ascalone
- Gustavo D'Arpe - el abogado Ciarpetta
- Rosetta Urzì - Consolata (criada)
- Roberta Narbonne - Rosaura Ascalone
- Vincenzo Licata - Pasquale
- Attilio Martella - el juez
- Adelino Campardo - el policía
- Salvatore Fazio - Don Mariano
- Italia Spadaro - la tía Carmela